# Wapen van Olst-Wijhe
Het huidige wapen van de gemeente Olst-Wijhe is bij Koninklijk Besluit op 30 januari 2004 aan de gemeente verleend.
Heraldisch rechts staat in goud een hooiberg van natuurlijke kleur. Heraldisch links staat een lindeboom van sinopel (groen), beladen met een witte duif. In de schildvoet van sinopel bevindt zich een golvende dwarsbalk van zilver. Het schild is gedekt met een gouden kroon van drie bladeren en twee parels.
In het gemeentewapen komen de symbolen en kleuren van de voormalige gemeenten Olst en Wijhe terug. De hooiberg is afkomstig van het wapen van de gemeente Olst. De lindeboom stond, samen met vier duiven, in het wapen van de vroegere gemeente Wijhe. 
De golvende dwarsbalk in de schildvoet symboliseert de rivier de IJssel en is een nieuw element.

## Verwante wapens
Het wapen van Olst-Wijhe is ontstaan door samenvoeging van onderstaande wapens:

Het wapen van Olst
Het wapen van Wijhe

Almelo · Borne · Dalfsen · Deventer · Dinkelland · Enschede · Haaksbergen · Hardenberg · Hellendoorn · Hengelo · Hof van Twente · Kampen · Losser · Oldenzaal · Olst-Wijhe · Ommen · Raalte · Rijssen-Holten · Staphorst · Steenwijkerland · Tubbergen · Twenterand · Wierden · Zwartewaterland · Zwolle